# برتیسلاف بندا
برتیسلاف بندا (زاده ۲۸ مارس ۱۸۹۷ میلادی در سپکوف، جمهوری چک و درگذشته ۱۹ آگوست ۱۹۸۳ میلادی در پراگ) مجسمه‌ساز مشهور اهل چک، شاگرد مجسمه‌ساز معروف جوزف واکلاف میسلبک و عضو اتحادیه هنرهای زیبا از سال ۱۹۲۳ میلادی می‌باشد. برتیسلاف بندا در بیشتر آثار خود در بدن و اندام زنان تمرکز کرده است. این تمرکز در بدن زنان در مجسمه‌سازی به صورت انحصاری مربوط به این هنرمند می‌باشد.

## نگارخانه

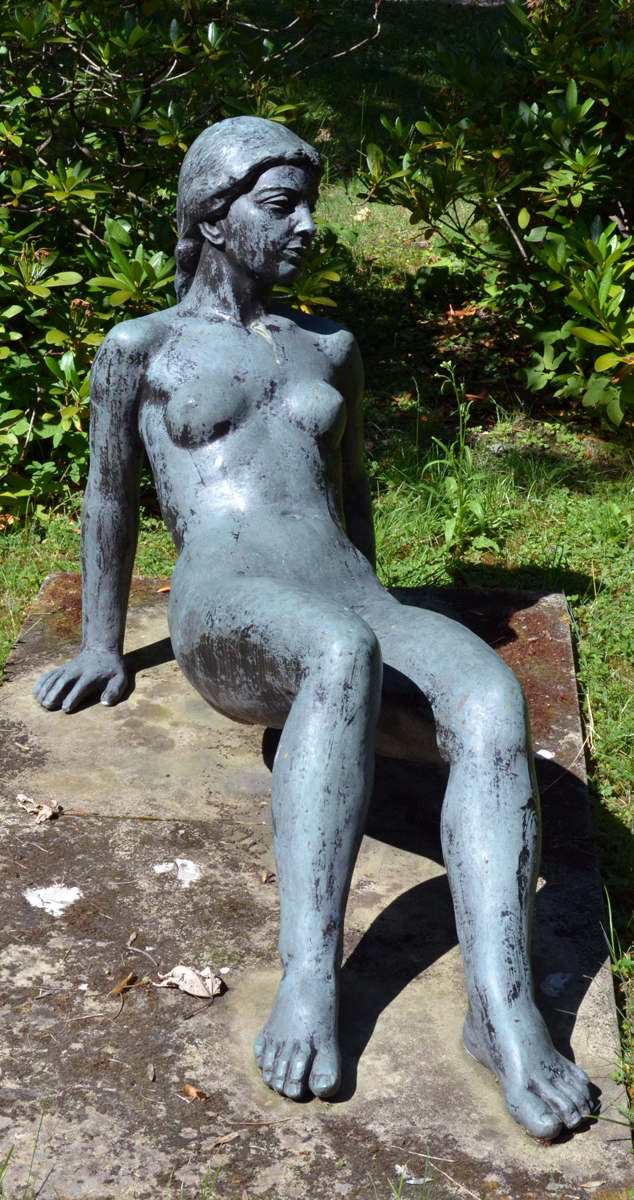
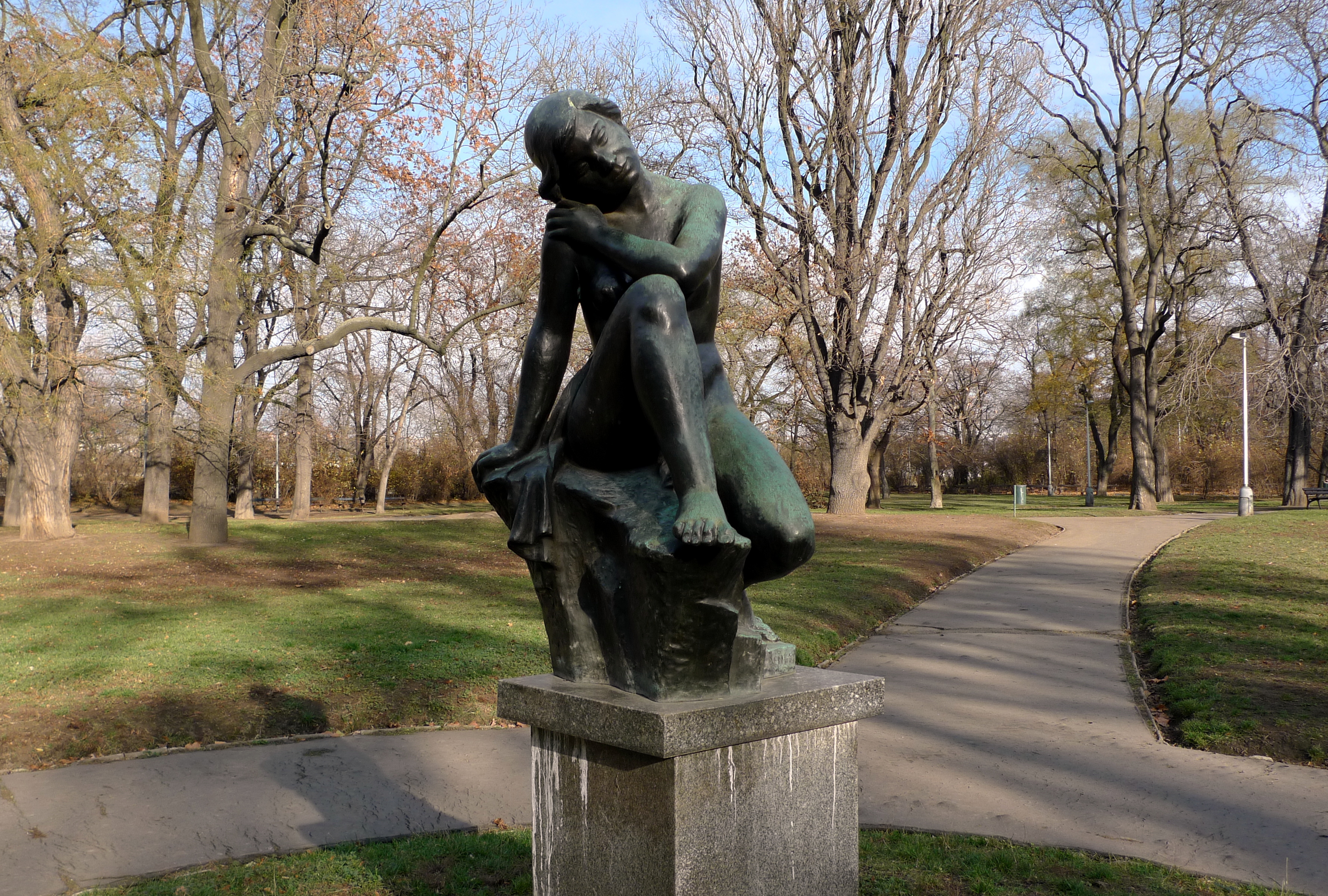
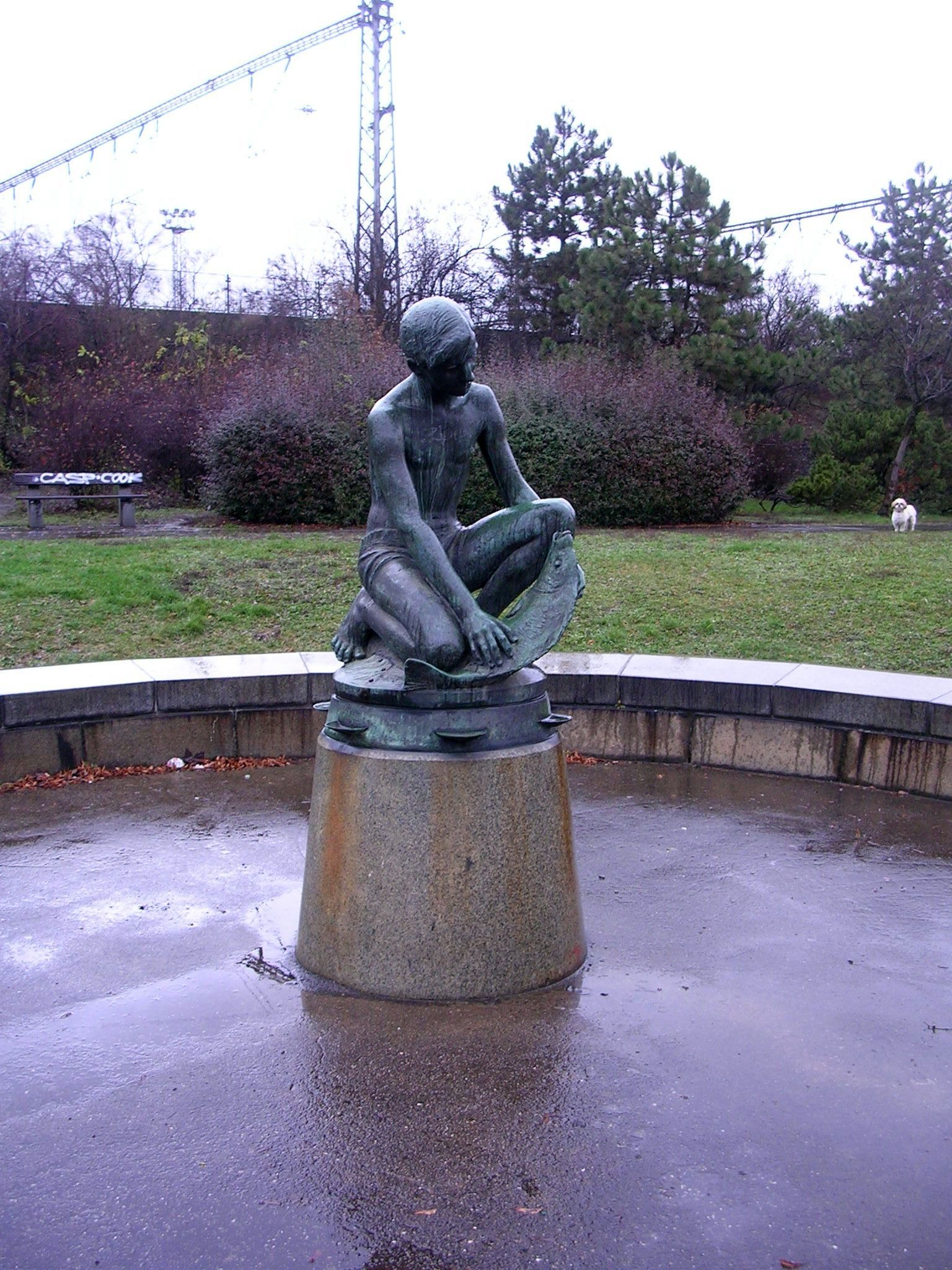
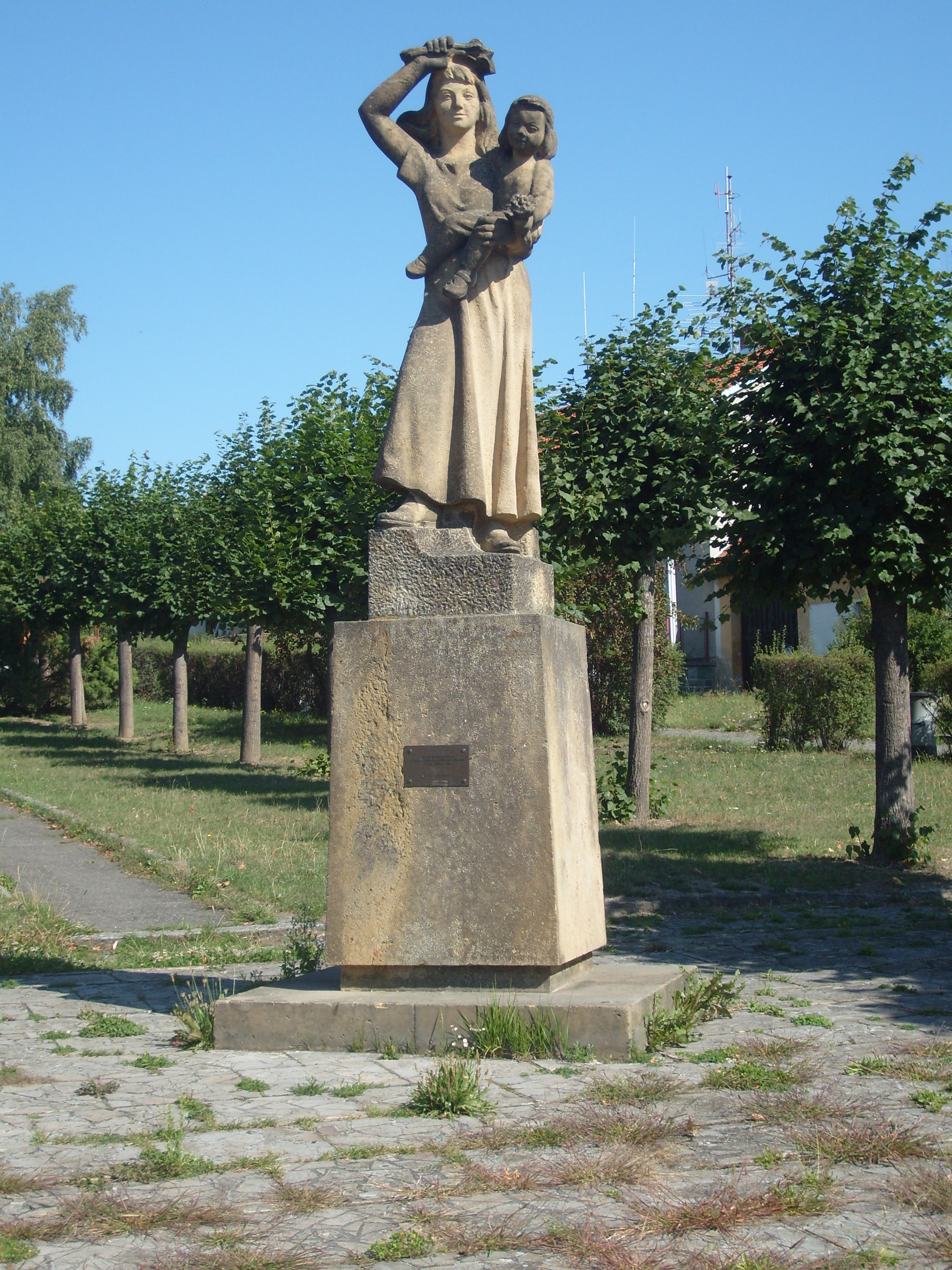
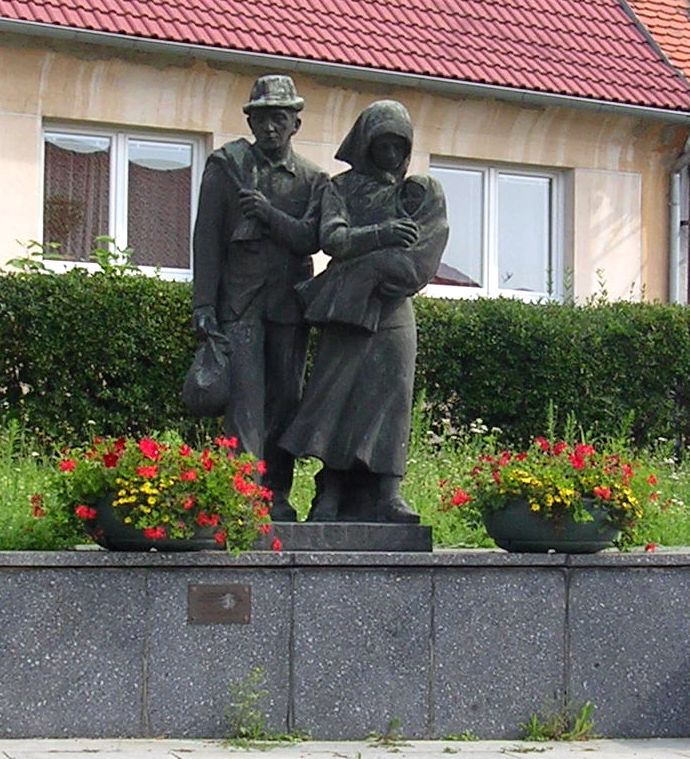
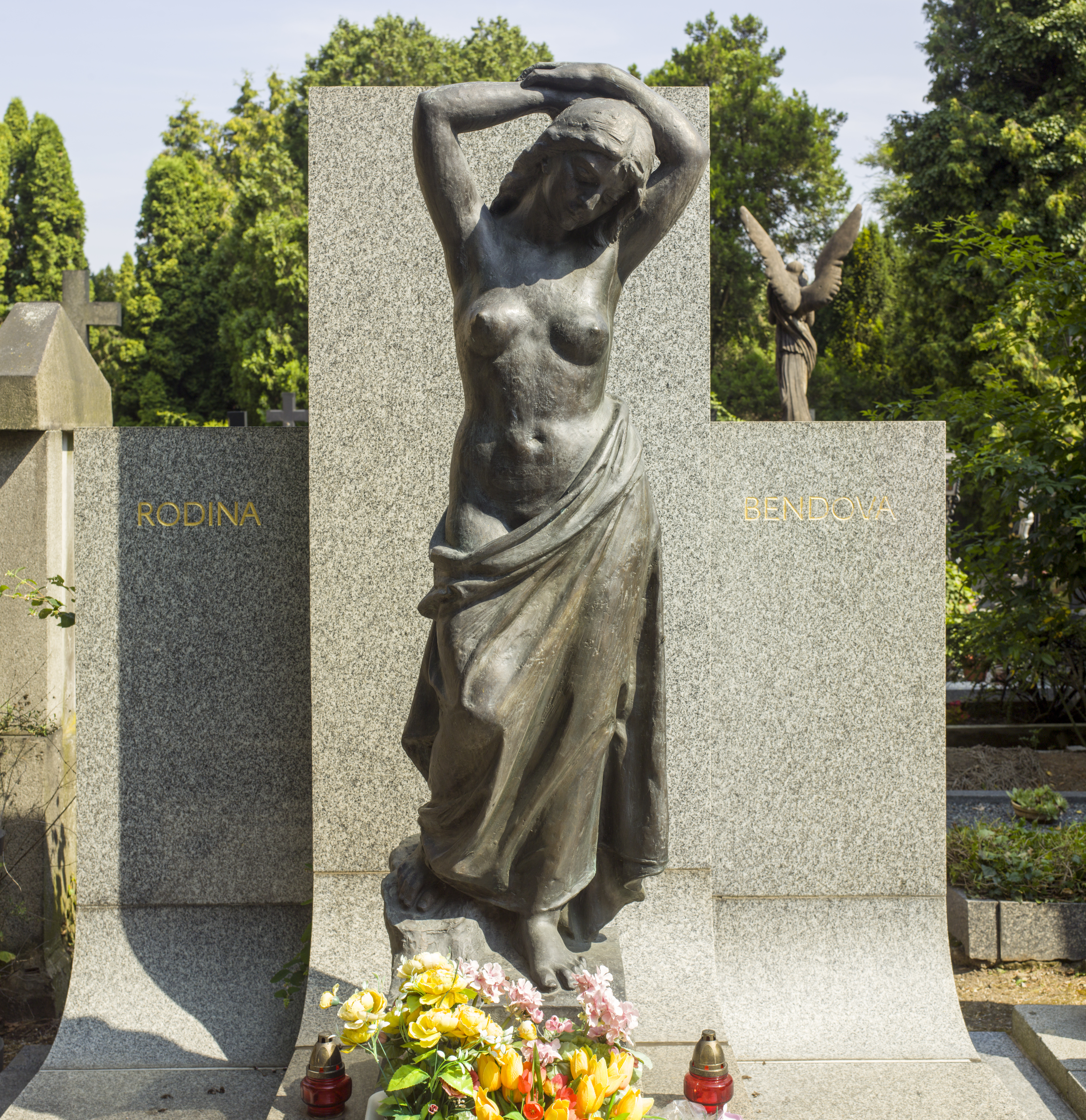